# أحمد بن علي مباركي
أحمد بن علي سير المباركي (1368- 1446 هـ / 1949- 2025 م) عالم مسلم سعودي، وأستاذ جامعي، عضو هيئة كبار العلماء في المملكة العربية السعودية، وعضو إدارة البحوث العلمية والإفتاء.

## حياته العلمية
ولد أحمد المباركي في قرية المنصورية في المملكة العربية السعودية عام 1368هـ/ 1949م. درس المرحلة الثانوية وتخرج منها في المعهد العلمي التابع لجامعة الإمام محمد بن سعود الإسلامية عام 1382 هـ، ثم أكمل مرحلته الجامعية في كلية الشريعة بجامعة الإمام محمد بن سعود الإسلامية بالرياض وتخرج منها بتقدير ممتاز عام 1388 هـ، بعدها واصل المباركي دراسة الماجستير في كل من المعهد العالي للقضاء قسم شريعة إسلامية بتقدير ممتاز عام 1392 هـ، وكلية أصول الدين الحديث وعلومه في جامعة الأزهر وتخرج منها بتقدير جيد جدا عام 1394 هـ، ثم تحصل على شهادة الدكتوراة من كلية الشريعة والقانون جامعة الأزهر عام 1397 هـ.

## مناصبه
- عضو هيئة كبار العلماء بالمملكة العربية السعودية.
- عضو اللجنة الدائمة للبحوث العلمية والإفتاء.
- عضو المجمع الفقهي برابطة العالم الإسلامي بمكة المكرمة.
- ملازم قضائي بوزارة العدل.
- أستاذ الدراسات العليا بكلية الشريعة والمعهد العالي للقضاء في جامعة الإمام محمد بن سعود الإسلامية.
- وكيل قسم أصول الفقه بكلية الشريعة جامعة الإمام لمدة (4) سنوات.
- رئيس قسم أصول الفقه بكلية الشريعة جامعة الإمام لمدة (4) سنوات.
- عضو مجلس كلية الشريعة بالرياض جامعة الإمام.
- عضو مجلس المعهد العالي للقضاء بالرياض جامعة الإمام.
- عضو مجلس قسم الفقه بالمعهد العالي للقضاء.
- عضو مناهج كليات البنات بالمملكة.
- عضو مجلس الشورى لفترتين (8 سنوات).
- نائب رئيس لجنة الشئون الإسلامية بمجلس الشورى لثلاث فترات.
- رئيس لجنة الشئون الإسلامية بمجلس الشورى لثلاث فترات.
- شارك في بعض مجالس اتحاد البرلمانات العربية ممثلاً للمملكة.
- عضو الهيئة الشرعية لشركة الراجحي المصرفية للاستثمار سابقاً.
- رئيس اللجنة التنفيذية للهيئة الشرعية بشركة الراجحي المصرفية للاستثمار سابقاً.[4]

## أعماله ومسيرته العملية
عمل المباركي بداية حياته ملازم قضائي بوزارة العدل، ثم معيد بكلية الشريعة جامعة الإمام محمد بن سعود الإسلامية، ثم عمل أستاذ مساعد بكلية الشريعة جامعة الإمام، فأستاذ مشارك بنفس الكلية، ثم أستاذ بكلية الشريعة، ثم أستاذ الدراسات العليا بكلية الشريعة والمعهد العالي للقضاء جامعة الإمام، بعدها عمل وكيل قسم أصول الفقه بكلية الشريعة، ثم رئيس قسم أصول الفقه بكلية الشريعة، كما عين المباركي عضو مجلس كلية الشريعة بالرياض في جامعة الإمام محمد بن سعود الإسلامية، وعمل في عضوية مجلس المعهد العالي للقضاء بجامعة الإمام، وعضو في مجلس قسم الفقه بالمعهد العالي للقضاء، وعضو مناهج كليات البنات بالسعودية، وعين عضوا مجلس الشورى لفترتين، وفي عام 1424 هـ عين عضو هيئة كبار العلماء بالمملكة العربية السعودية وعضو اللجنة الدائمة للبحوث العلمية والإفتاء، وهو عضو المجمع الفقهي برابطة العالم الإسلامي بمكة المكرمة.

## مؤلفاته
للمباركي العديد من المؤلفات المطبوعة والتي لا تزال تحت الطبع وهي:
- تحقيق «كتاب العدة في أصول الفقه» للقاضي أبي يعلى الحنبلي.
- «العرف وأثره في الشريعة والقانون».
- «الحافظ ابن حجر وكتابه تعريف أهل التقديس».
- «القاضي أبو يعلى الحنبلي الأصولي الفقيه».
- «مآلات الأفعال عند الأصوليين وأثرها الفقهي». (في مآلات الأفعال)
- «الإطلاق والتقيد عند الأصوليين وأثرهما الفقهي».
- «تقييد المباح بين الشريعة والقانون».
- «الديون الممتازة في الفقه الإسلامي».
- «أضواء على النظم العدلية بالمملكة العربية السعودية».
- «نظام المرافعات الشرعية».
- «نظام الإجراءات الجنائية».
- «نظام المحاماة».
- «الآراء الشاذة وأثرها على الفتيا».
- «حقوق المصطفى محمد صلى الله عليه وسلم».
- «مفهوم البر في الإسلام».
- «الضوابط الشرعية للفحص الطبي».

## وفاته
توفي أحمد بن علي سير المباركي في الرياض، يوم الخميس 16 رجب 1446هـ الموافق 16 يناير 2025م، وصُلّي عليه بعد صلاة عصر اليوم التالي في جامع الراجحي، ودُفن في مقبرة النسيم بالرياض.